# 天主教科爾達教區
天主教科爾達教區（拉丁語：Dioecesis Koldaensis）是塞內加爾一個羅馬天主教教區，屬達喀爾總教區。
教區成立於1999年12月22日，範圍包括塞內加爾科爾達區和塞久區。2010年有教友38,700人（佔轄區總人口4.4%）、九個堂區、十六名司鐸。現任教區主教為让·皮埃尔·巴森内。